# Фоско Бекаттіні
Фоско Бекаттіні (італ. Fosco Becattini, 16 березня 1925, Сестрі-Леванте — 14 грудня 2016) — італійський футболіст, що грав на позиції захисника за «Дженоа» і національну збірну Італії.
За 16 сезонів у «Дженоа» взяв участь у 425 іграх італійської першості, що лишалося клубним рекордом до 2002 року, коли це досягнення вдалося перевершити Дженнаро Руотоло.

## Клубна кар'єра
Народився 16 березня 1925 року в місті Сестрі-Леванте. Вихованець футбольної школи місцевого однойменного клубу.
У дорослому футболі дебютував на початку 1946 року у першому повоєнному чемпіонаті Італії, граючи за «Дженоа». Вже з наступного сезону став стабільним гравцем основного складу генуезької команди і захищав її кольори загалом протягом сімнадцяти років. Загалом протягом 14 сезонів у найвищому італійському дивізіоні і трьох сезонів у Серії B виходив на поле у 425 іграх генуезців, що понад 40 років було клубним рекордом, який лише 2002 року зміг перевершити Дженнаро Руотоло.
Виступав під третім номером і, маючи невелику як для захисника статуру, робив ставку на швидкість і вправність у боротьбі з нападниками суперників.

## Виступи за збірну
1949 року провів дві офіційні гри у складі національної збірної Італії.

## Кар'єра тренера
Завершивши виступи на футбольному полі, працював як тренер з декількома нижчоліговими італійськими командами.
Зокрема двічі, у 1971–1972 і 1974–1975 роках тренував команду «Сестрі-Леванте» з рідного міста.
Помер 14 грудня 2016 року на 92-му році життя.

## Статистика виступів

### Статистика клубних виступів
| Сезон             | Команда           | Чемпіонат         | Чемпіонат | Чемпіонат | Національний кубок | Національний кубок | Національний кубок | Континентальні кубки | Континентальні кубки | Континентальні кубки | Інші змагання | Інші змагання | Інші змагання | Усього | Усього |
| Сезон             | Команда           | Ліга              | Ігор      | Голів     | Ліга               | Ігор               | Голів              | Ліга                 | Ігор                 | Голів                | Ліга          | Ігор          | Голів         | Ігор   | Голів  |
| ----------------- | ----------------- | ----------------- | --------- | --------- | ------------------ | ------------------ | ------------------ | -------------------- | -------------------- | -------------------- | ------------- | ------------- | ------------- | ------ | ------ |
| 1945–46           | «Дженоа»          | ЧІ                | 1         | 0         |                    |                    |                    |                      |                      |                      |               |               |               |        |        |
| 1946–47           | «Дженоа»          | A                 | 30        | 0         |                    |                    |                    |                      |                      |                      |               |               |               |        |        |
| 1947–48           | «Дженоа»          | A                 | 30        | 0         |                    |                    |                    |                      |                      |                      |               |               |               |        |        |
| 1948–49           | «Дженоа»          | A                 | 26        | 0         |                    |                    |                    |                      |                      |                      |               |               |               |        |        |
| 1949–50           | «Дженоа»          | A                 | 36        | 0         |                    |                    |                    |                      |                      |                      |               |               |               |        |        |
| 1950–51           | «Дженоа»          | A                 | 35        | 0         |                    |                    |                    |                      |                      |                      |               |               |               |        |        |
| 1951–52           | «Дженоа»          | B                 | 37        | 0         |                    |                    |                    |                      |                      |                      |               |               |               |        |        |
| 1952–53           | «Дженоа»          | B                 | 34        | 0         |                    |                    |                    |                      |                      |                      |               |               |               |        |        |
| 1953–54           | «Дженоа»          | A                 | 31        | 0         |                    |                    |                    |                      |                      |                      |               |               |               |        |        |
| 1954–55           | «Дженоа»          | A                 | 30        | 0         |                    |                    |                    |                      |                      |                      |               |               |               |        |        |
| 1955–56           | «Дженоа»          | A                 | 23        | 0         |                    |                    |                    |                      |                      |                      |               |               |               |        |        |
| 1956–57           | «Дженоа»          | A                 | 32        | 0         |                    |                    |                    |                      |                      |                      |               |               |               |        |        |
| 1957–58           | «Дженоа»          | A                 | 31        | 1         |                    |                    |                    |                      |                      |                      |               |               |               |        |        |
| 1958–59           | «Дженоа»          | A                 | 20        | 0         |                    |                    |                    |                      |                      |                      |               |               |               |        |        |
| 1959–60           | «Дженоа»          | A                 | 14        | 0         |                    |                    |                    |                      |                      |                      |               |               |               |        |        |
| 1960–61           | «Дженоа»          | B                 | 15        | 0         |                    |                    |                    |                      |                      |                      |               |               |               |        |        |
| Усього за кар'єру | Усього за кар'єру | Усього за кар'єру | 425       | 1         |                    | ?                  | ?                  |                      | 0                    | 0                    |               | 0             | 0             | ?      | ?      |

### Статистика виступів за збірну
| Дата      | Місто    | Господарі | Результат | Гості  | Турнір                             | Голи | Примітки |
| --------- | -------- | --------- | --------- | ------ | ---------------------------------- | ---- | -------- |
| 27-3-1949 | Мадрид   | Іспанія   | 1 – 3     | Італія | товариський матч                   | -    |          |
| 12-6-1949 | Будапешт | Угорщина  | 1 – 1     | Італія | Кубок Центральної Європи 1948—1953 | -    |          |
| Усього    |          | Матчів    | 2         |        | Голів                              | -    |          |